# EN 60601-1-10
Die EN 60601-1-10 mit dem Titel „Medizinische elektrische Geräte – Teil 1-10: Allgemeine Festlegungen für die Sicherheit einschließlich der wesentlichen Leistungsmerkmale – Ergänzungsnorm: Anforderungen an die Entwicklung von physiologischen geschlossenen Regelkreisen“ ist Teil der Normenreihe EN 60601.
Herausgeber der DIN-Norm DIN EN 60601-1-10 ist das Deutsche Institut für Normung.
Die Norm basiert auf der internationalen Fassung IEC 60601-1-10. Im Rahmen des VDE-Normenwerks ist die Norm als VDE 0750-1-10 klassifiziert, siehe DIN-VDE-Normen Teil 7.
Diese Ergänzungsnorm regelt allgemeine Festlegungen für die Sicherheit, Prüfungen und Richtlinien für physiologisch geschlossene Regelkreise.

## Gültigkeit
Die deutsche Ausgabe 11.2008 ist ab ihrem Erscheinungsdatum als Deutsche Norm angenommen.
- Die aktuelle Fassung (11.2008) ist korrespondierend mit der 3. Ausgabe der DIN EN 60601-1 anzuwenden.
- Diese Norm kann nicht mit der 2. Ausgabe der DIN EN 60601-1 angewendet werden.

## Anwendungsbereich
Diese internationale Norm gilt für die Basissicherheit und wesentlichen Leistungsmerkmale von medizinischen elektrischen Geräten und medizinischen elektrischen Systemen.
Diese Ergänzungsnorm legt die Anforderungen an die Entwicklung (Analyse, Konstruktion, Verifizierung und Validierung) physiologisch geschlossener Regelkreise (PCLC) als Teil eines physiologischen geschlossenen Regelsystems (PCLCS) in medizinischen elektrischen Geräten und medizinischen elektrischen Systemen zur Regelung einer physiologischen Größe fest.
Eine physiologische Größe kann sich auf die Chemie des Körpers beziehen (z. B. Elektrolyte, Blutzucker), auf eine physikalische Eigenschaft (z. B. die Temperatur des Patienten, die Elektrophysiologie, den Blutfluss) oder eine Medikamentenkonzentration.
Diese Ergänzungsnorm gilt für verschiedene Arten von PCLC, z. B. linear und nichtlinear, adaptiv, unscharf (fuzzy), neuronale Netzwerke. Sie legt keine zusätzliche mechanische Anforderungen und zusätzliche elektrische Anforderungen fest.
Die Ergänzungsnorm gilt für einen geschlossenen Regelkreis, der die Reglerausgangsgröße einstellt, um die gemessene physiologische Größe durch Vergleich mit einer Führungsgröße abzugleichen. Ein geschlossener Regelkreis, der eine physiologische Größe auf Grundlage einer nicht am Patienten gemessenen Rückführgröße aufrechterhält, liegt außerhalb des Anwendungsbereiches dieser Norm.

## Zusatzinformation
Folgende geänderte Anforderungen sind in der EN 60601-1-10 enthalten (Auszug):
- Genauigkeit
- Schutz gegen gefährliche Ausgangswerte